# Anthracosioidea
Anthracosioidea zijn een uitgestorven superfamilie uit de superorde Imparidentia.

## Families
- † Anthracosiidae Amalitzky, 1892
- † Ferganoconchida Martinson, 1961
- † Shaanxiconchidae B.-P. Liu, 1980